# Kazenski prostor
Kazenski prostor ali šestnajstmetrski prostor (pogovorno šestnajsterec) je del nogometnega igrišča. Prostor je pravokotne oblike in se razprostira 16,5 metra od obeh vratnic proti sredini igrišča ter 16,5 metra proti stranskemu robu igrišča. Znotraj kazenskega prostora je na sredini vrat na oddaljenosti 11 metrov označena pika, od koder se strelja enajstmetrovke. 9,15 metra od enajstmetrske pike je na obodu kazenskega prostora zarisan polkrožen prostor, ki pa ni del kazenskega prostora in je namenjen le za izvajanje kazenskega strela.
Do leta 1901 se je kazenski prostor raztezal do roba igrišča. 

## Namen
Prekršek, za katerega se dosodi direkten prosti strel (npr. igra z roko in večina fizičnih prekrškov), ki ga znotraj kazenskega prostora stori moštvo, ki se brani se kaznuje z enajstmetrovko. Kazenski strel se izvaja s pike, ki označuje enajstmetrsko oddaljenost od vrat. 
Kazenski prostor ima tudi druge funkcije, med katerimi so:
- Vratar sme žogo prijeti z roko le znotraj kazenskega prostora;
- Kadar vratar izvaja začetni strel, mora žoga zapustiti kazenski prostor, da bi se štela kot »žoga v igri«. Do takrat morajo biti napadajoči igralci zunaj kazenskega prostora.
- Obrambni direktni in indirektni prosti streli: pri izvajanju teh strelov veljajo ista pravila kot pri izvajanju začetnega udarca vratarja;
- Izvajanje enajstmetrovke: znotraj kazenskega prostora sme biti le igralec, ki izvaja najstrožjo kazen ter vratar. Igralci ne smejo stati niti v polkrogu na vrhu kazenskega prostora. Igralci smejo vstopiti v prostor šele po strelu.